# 津軽浜名駅
津軽浜名駅（つがるはまなえき）は、青森県東津軽郡今別町大字今別字西田（にした）にある、東日本旅客鉄道（JR東日本）津軽線の駅である。

## 歴史
- 1960年（昭和35年）12月10日：日本国有鉄道の駅として開業[2][3][4]。気動車の旅客のみを取り扱う駅員無配置駅[5]。
- 1987年（昭和62年）4月1日：国鉄分割民営化により、東日本旅客鉄道の駅となる[3]。
- 2019年（令和元年）6月1日：三厩駅無人化に伴い、管理駅が青森駅に変更。
- 2022年（令和4年）
  - 8月3日：大雨により線路設備に被害が発生し、蟹田駅から三厩駅間が運休され、それに伴い当駅も運休となる[6]。
  - 8月22日：同区間で代行バスの運行が開始される[7]。
- 2024年（令和6年）10月1日：えきねっとQチケのサービスを開始[1][8]。
- 2025年（令和7年）6月10日：同日開催の締結式にて、当駅を2027年（令和9年）4月1日に廃止することで合意[9][10]。

## 駅構造
単式ホーム1面1線を持つ地上駅である。青森駅管理の無人駅である。

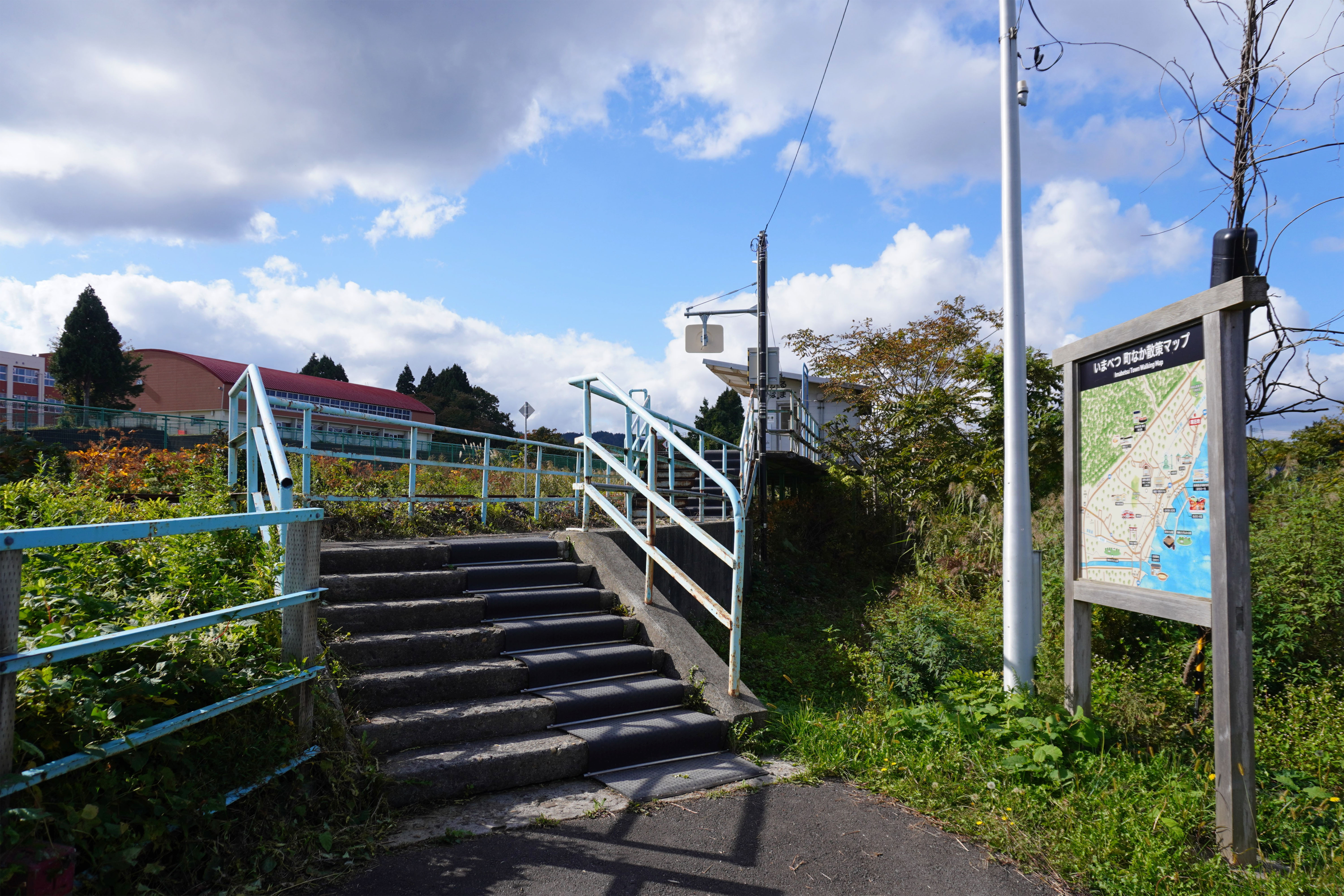
駅出入口（2023年10月）
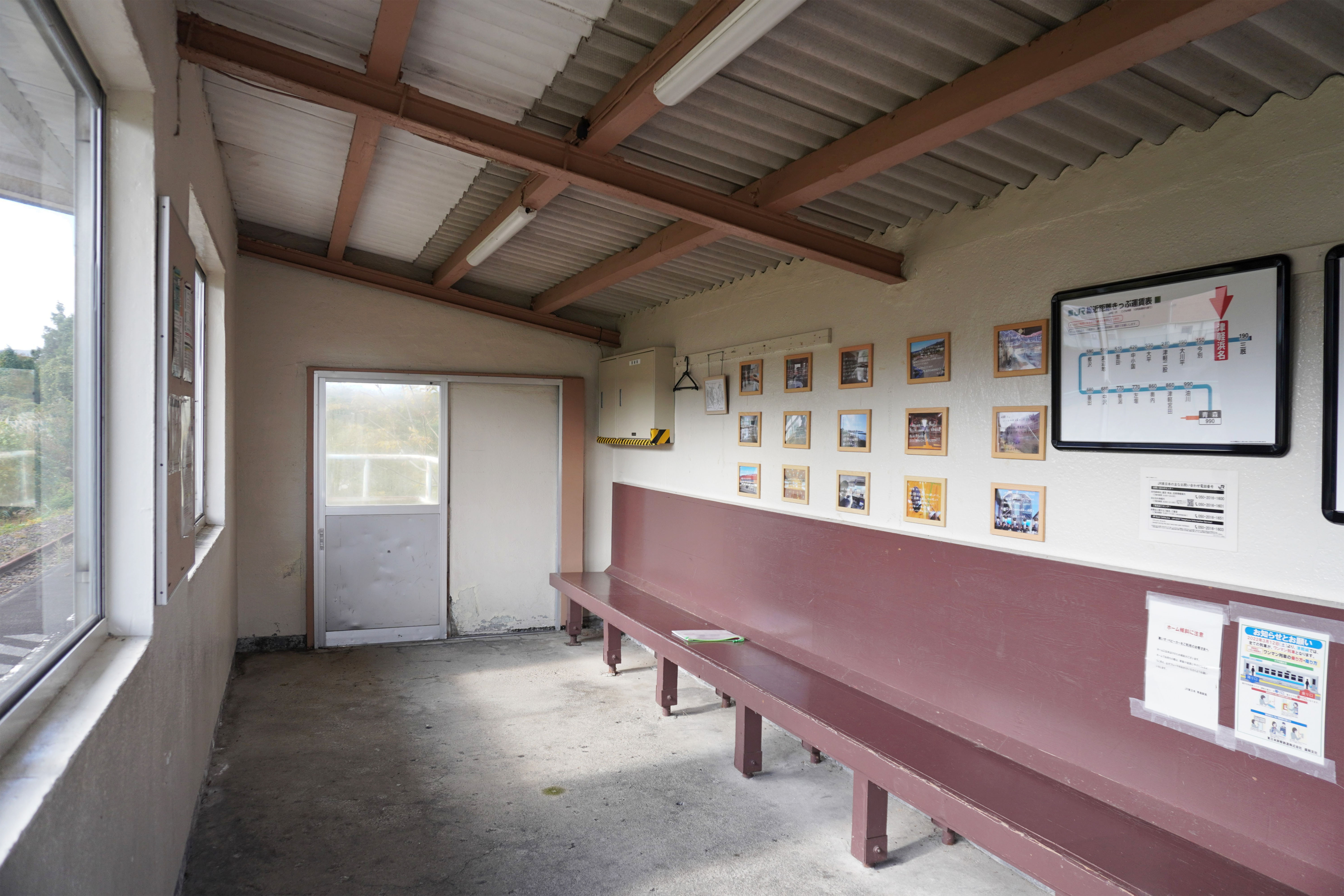
待合室（2023年10月）
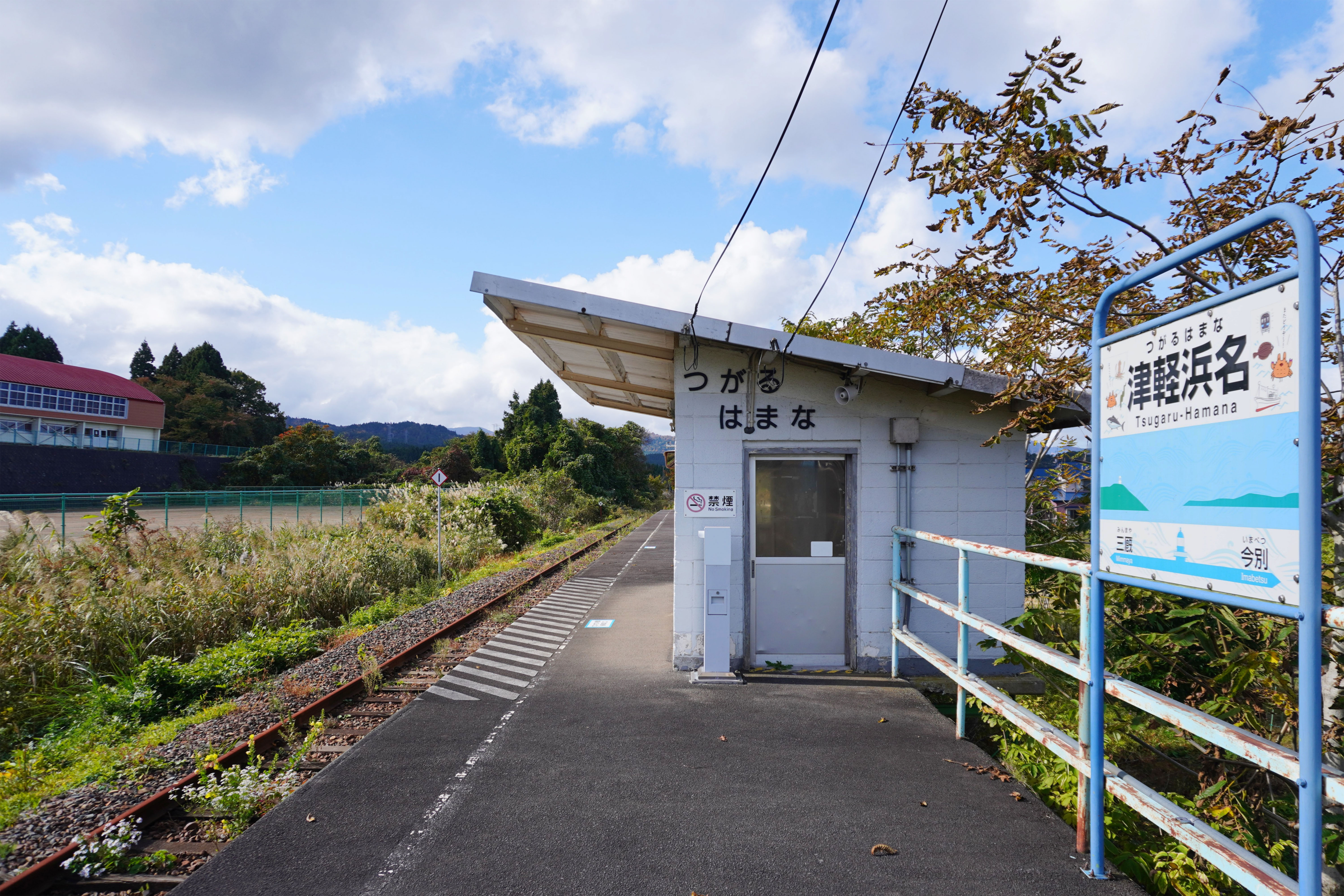
ホーム（2023年10月）

## 駅周辺
- 青森森林管理署大川平森林事務所
- 国道280号
- 青函トンネル入口[2]

## 隣の駅
東日本旅客鉄道（JR東日本）
■津軽線
今別駅 - 津軽浜名駅 - 三厩駅